# Cacaofantasie

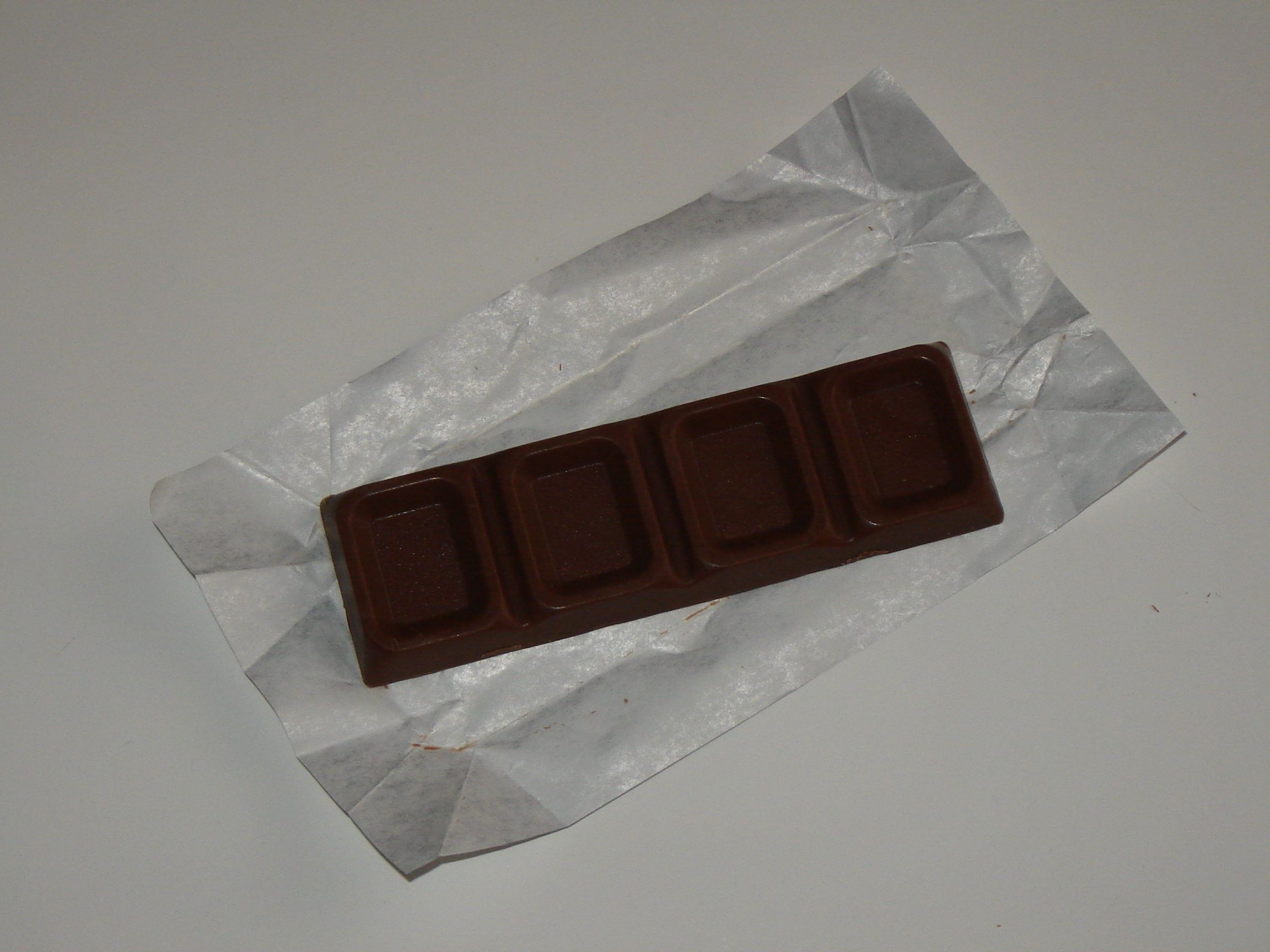
Een koetjesreep, een voorbeeld van een cacaofantasieproduct

Cacaofantasie is een term voor producten die minder dan 35% cacao bevatten.
Chocolade bevat volgens de Nederlandse warenwet minimaal 35% droge cacaobestanddelen. Het is een beschermde naam met betrekking tot hagelslag, vlokken, repen en tabletten. Wanneer er te weinig cacao in die producten zit, wordt de term cacaofantasie gebruikt. Een uitzondering wordt gemaakt voor witte chocolade.
Een bekend voorbeeld van een cacaofantasieproduct is de Koetjesreep.
Ook in België hanteert men gelijkaardige regels. Hier moet chocolade minimaal 35% droge cacaobestanddelen bevatten, net als 14% vetvrije droge cacaobestanddelen en 18% cacaoboter. Tot 27 oktober 2018 legde de wetgever cacaoproducten die niet aan die regels voldoen de verplichting op om zichzelf "imitatiechocolade" of "cacaofantasie" te noemen. Vanaf 27 oktober 2018 kwam die verplichting echter te vervallen. Wel voorzag de Belgische wetgever een overgangsregeling tot en met 30 april 2019 en mochten zij uiteraard de benaming "chocolade" nog steeds niet dragen. De benaming "choco" zou geen enkel probleem meer mogen vormen.